# دانيال إي. ووكر
دانيال إي. ووكر (بالإنجليزية: Daniel E. Walker)‏ هو مغني أمريكي، ولد في 19 سبتمبر 1927، وتوفي في 16 سبتمبر 2009 في فورت وورث في الولايات المتحدة بسبب سرطان البروستاتا.